# Czarne
Czarne este un oraș în Polonia.